# Ricigliano
Ricigliano è un comune italiano di 1 069 abitanti della provincia di Salerno in Campania.

## Geografia fisica

### Territorio
Disteso sulle falde dell'Appennino lucano, sulle pendici meridionali del gruppo montuoso Eremita - Marzano, a destra della valle del fiume Platano, il territorio di Ricigliano sovrasta la profonda forra di Romagnano al Monte, mentre a nord guarda i massicci montuosi del Marzano (1.530 metri), si trova ai limiti della provincia di Salerno, tra la Campania e la Basilicata e sorge in amena posizione su d'un colle.
I comuni limitrofi della Campania sono San Gregorio Magno e Romagnano al Monte; quelli della Basilicata Balvano e Muro Lucano (la cui frazione più vicina è Casale San Giuliano).
- Classificazione sismica: zona 1 (sismicità alta), Ordinanza PCM. 3274 del 20/03/2003.

## Origini del nome
Completamente priva di fondamento la tradizione secondo la quale il nome del paese deriverebbe da un recinctum Iani, ossia da un luogo recintato sacro a Giano, in quanto la parola recinctum in latino ha tutt'altro significato e anche per il fatto che in quella e in tutta la zona circostante non fu mai riscontrata traccia alcuna di un culto prestato a tale divinità. Il toponimo, molto più verosimilmente, deriva dal nomen latino Ricilius, che dovette appartenere alla gens che in epoca romana ebbe il possesso di un fundus posto allora in agro del municipium di Volcei (attuale Buccino), l'estensione del quale corrispondeva, grosso modo, a quella dell'attuale territorio del comune di Ricigliano.

## Storia
Ricigliano ha un'origine molto antica: i primi insediameneti risalgono all'epoca preistorica, come attestano i vari reperti rinvenuti sul territorio del comune. Di particolare interesse sono alcune tombe a fossa rinvenute nella contrada Cutruzzone o Cutruzzole.
Fu edificato dai greci, i quali dalla città di Tegua (Tegea) nel Peloponneso vennero in epoca remotissima a popolare la Lucania, di cui Ricigliano fece sempre parte. In tempi storici Ricigliano fu un vicus della vicina Volcei (oggi Buccino). Sotto i Romani era una città piuttosto importante a giudicare dal fatto che essa fu eretta a colonia latina. Tra i reperti di questo periodo è da segnalare, in località Santa Maria, la presenza di resti di una villa rustica romana.
Alarico, re dei Goti, distrusse dalle fondamenta l'antica Ricigliano e disfece i sette suoi casali che portavano il nome di S. Elia, S. Calogero, S. Jorio, S. Janni, S. Leucio, S. Pietro e San Zaccheria; i quali non furono più riedificati, il suo territorio venne affidato a Tancredi di San Fele. Nel secolo successivo l'imperatore Federico II indicò anche Ricigliano tra i borghi che dovevano contribuire a riparare il Castello di Buccino.
Dopo essere stato appannaggio di Pandolfo di Fasanella e di altri feudatari, Ricigliano passò ai D'Alemagna e in seguito alla famiglia Caracciolo con Giacomo, marchese di Brienza.
Intorno alla fine del XVII secolo, a seguito di un'asta bandita dal Sacro Regio Consiglio, divenne feudataria del paese la famiglia De Marinis, alla quale il territorio rimase fino all'ultimo titolare, Michele.
Dal 1811 al 1860 ha fatto parte del circondario di Buccino, appartenente al distretto di Campagna del regno delle Due Sicilie.
Dal 1860 al 1927, durante il regno d'Italia ha fatto parte del mandamento di Buccino, appartenente al circondario di Campagna.
1861 - Brigantaggio. Il 24 novembre 1861 Carmine Crocco e José Borjes, raggiunsero Ricigliano. Come a Balvano, furono accolti dal clero e dalla popolazione: “a suon di musica e coi preti in commissione di ricevimento”.  Malgrado ciò il paese fu saccheggiato in maniera così devastante che il Borjès non si sentì di trascriverne i particolari nel suo diario.

### Simboli
Stemma
Lo stemma di Ricigliano è stato rinvenuto ed estratto dall'Archivio di Stato di Napoli "Fondo Regia Camera della Sommaria", Catasti Onciari, Vol. 4.186, fol. 6 V, come da documento autenticato dal Direttore dell'Istituto Statale stesso.
Ha la seguente blasonatura: D'argento, a San Cristoforo, Patrono di Ricigliano, di carnagione, col viso di tre quarti, con mantello di rosso, sostenente sulla spalla sinistra il Divino Figliolo, di carnagione, con il braccio destro levato al cielo, entrambi aureolati d'oro, impugnante in sbarra alzata una palma naturale, fogliata, attraversante un fiume di azzurro.
Gonfalone
Il gonfalone ha un drappo troncato di azzurro e di rosso caricato dell'Arma sopra descritta ed ornato di ricchi fregi d'argento.
Stemma e gonfalone sono stati ufficialmente concessi al comune con decreto del presidente della Repubblica del 21 ottobre 2004.

## Monumenti e luoghi d'interesse
Significativi sono alcuni reperti archeologici della zona, tra cui un'ara funeraria databile intorno al III secolo e i già ricordati resti di una villa romana, distante circa due chilometri dal centro dell'odierna Ricigliano. Dell'edificio sono ancora visibili alcuni pavimenti a mosaico di pregevole fattura; si possono inoltre ammirare un atrio tetrastile con impluvium, consistenti resti di ambienti termali, pavimenti a opus spicatum e vari altri manufatti risalenti al II secolo a.C.
Su parte dell'area della villa romana sono resti della chiesa della Madonna Incoronata, che il sisma del 23 novembre 1980 ha ridotto quasi ad un rudere. La sua fondazione è di probabile ascendenza basiliana, giacché l'edificio era al centro di un'area in cui il culto di santi orientali era notevolmente diffuso. Come tutte le chiese basiliane, aveva anch'essa un orientamento est-ovest.
Nel centro del paese sorge invece la Parrocchiale di San Pietro Apostolo, a tre navate. 
Di particolare interesse è la Cappella di San Vito, distante 500 metri circa dal centro abitato, ove da oltre un millennio, il 15 giugno di ogni anno si svolge l'antica e tradizionale Turniata di San Vito.
Del periodo medioevale assai poco rimane, avendo il terremoto del 1980 distrutto buona parte del paese: si segnalano i resti dell'antico Castello e dell'ex Convento di Santa Caterina o San Salvatore.

### Ponte di Annibale

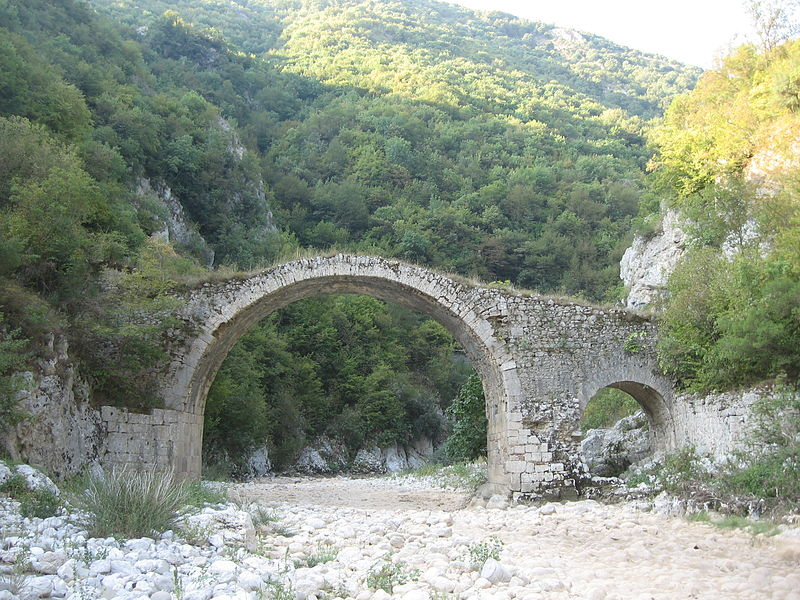
Ponte di Annibale

Sul fiume Platano vi è un antico ponte in pietra che è comunemente chiamato Ponte di Annibale, per via della tradizione che vuole sia stato costruito da Annibale in discesa verso il Sud. È noto anche come Ponte del Diavolo.

## Società

### Evoluzione demografica
Abitanti censiti

Il rapido decremento della popolazione riciglianese è sintomo dell'emigrazione in America che colpi soprattutto il Sud-Italia alla fine dell'Ottocento fino all'inizio del Novecento. Da allora Ricigliano ha avuto un lieve incremento di popolazione che non ha mai superato la soglia dei 1 500 abitanti.

### Religione
La maggioranza della popolazione è di religione cristiana di rito cattolico; il comune appartiene alla forania di Buccino dell'arcidiocesi di Salerno-Campagna-Acerno.

## Economia
Fiorente è l'allevamento ovino, caprino e suino: assai ricercate sono le carni d'agnello, i formaggi e i prosciutti. Per quanto riguarda la produzione agricola, ottimi sono i vini e l'olio d'oliva. Il suolo molto fertile contribuisce all'ottima produzione di cereali, legumi e frutta saporitissima. Non manca la selvaggina (cinghiali, lupi, tassi, puzzole)

## Infrastrutture e trasporti

### Strade
- Strada Provinciale 10/b Innesto SP37-Buccino-San Gregorio Magno-Stazione di Balvano
- Strada Provinciale 34 Ponte dei corvi-Innesto Ricigliano
- Strada Provinciale 393 Innesto SP10-San Gregorio Magno

### Ferrovie
- Stazione di Balvano-Ricigliano sulla ferrovia Salerno-Potenza.

### Mobilità urbana
La mobilità è affidata, per i trasporti extraurbani, alla società SITA e Buonotourist.

## Amministrazione

### Sindaci
| Periodo        | Periodo        | Primo cittadino       | Partito                                   | Carica  | Note |
| -------------- | -------------- | --------------------- | ----------------------------------------- | ------- | ---- |
| 23 aprile 1995 | 13 giugno 1999 | Rocco Parrilli        | lista civica Ulivo                        | Sindaco |      |
| 13 giugno 1999 | 12 giugno 2004 | Carmine Taglia        | centro La Rosa                            | Sindaco |      |
| 12 giugno 2004 | 07 giugno 2009 | Carmelo Caponigri     | lista civica La Colomba - Uniti per Unire | Sindaco |      |
| 07 giugno 2009 | 25 maggio 2014 | Carmelo Caponigri     | lista civica La Colomba - Uniti per Unire | Sindaco |      |
| 25 maggio 2014 | 26 maggio 2019 | Francesco Turturiello | lista civica La Colomba - Uniti per Unire | Sindaco |      |
| 26 maggio 2019 | 10 giugno 2024 | Giuseppe Picciuoli    | lista civica Cambiare in Comune           | Sindaco |      |
| 10 giugno 2024 | In carica      | Carmine Malpede       | lista civica La Colomba - Uniti per Unire | Sindaco |      |

### Altre informazioni amministrative
Il comune fa parte della Comunità montana Tanagro - Alto e Medio Sele.
Le competenze in materia di difesa del suolo sono delegate dalla Campania all'Autorità di bacino interregionale del fiume Sele.

## Sport

### Impianti sportivi
- Campo di calcio comunale[12].